# ويبكي برونز
كان ويبكي جيرترود برونز (بالألمانية: Wibke Bruhns)‏ (من مواليد ؛ 8 سبتمبر 1938 - 20 يونيو 2019) صحفيًة ومؤلفًة ألمانيًة. في عام 1971 ، كانت أول امرأة تقدم الأخبار على التلفزيون العام الألماني. كانت صحافية في العديد من المحطات التلفزيونية ، وفي مجلة ستيرن في القدس و واشنطن العاصمة ، وكانت أيضًا متحدثة في Expo 2000 .

## روابط خارجية
- ويبكي برونز على موقع مونزينجر (الألمانية)